# José Domingo Espinar
José Domingo Espinar is een deelgemeente (corregimiento) van de gemeente (distrito) San Miguelito in Panama. In 2015 was het inwoneraantal 52.000.